# Đảng Nhân dân Cách mạng Khmer

Quốc kỳ Cộng hòa Nhân dân Campuchia

Đảng Nhân dân Cách mạng Khmer, hay Đảng Nhân dân Cách mạng Campuchia, là một đảng chính trị tại Campuchia, tiền thân của Đảng Nhân dân Campuchia (CPP).

## Lịch sử
Năm 1951, Đảng Cộng sản Đông Dương tách ra thành ba đảng riêng biệt của ba nước Đông Dương. Ngày 21 tháng 9 năm 1951, Đảng Nhân dân cách mạng Khmer được thành lập tại Việt Bắc (Việt Nam), Sơn Ngọc Minh được cử giữ chức quyền Chủ tịch đảng. Hệ tư tưởng của đảng là chủ nghĩa Mác-Lênin.
Năm 1954, hiệp định Genève ra đời đánh dấu một bước thụt lùi cho phong trào cộng sản Campuchia. Khác với Việt Nam được chủ quyền nửa quốc gia, Pathet Lào được hai tỉnh, những người cộng sản Campuchia bị bắt buộc phải giải giới. Một số theo lãnh tụ Sơn Ngọc Minh tập kết ra miền Bắc Việt Nam. Một số khác, lui vào hoạt động bí mật, đặt dưới quyền của Sieu Heng (đặc trách nông thôn) và Tou Samouth (đặc trách thành thị).
Vài năm sau, Sieu Heng về đầu thú với Sihanouk, chỉ điểm cho chính quyền bắt bớ và tiêu diệt những cơ sở nông thôn. Từ ngày 28 tháng 9 năm 1960 đến ngày 30 tháng 9 năm 1960, Đại hội đảng lần thứ hai của Đảng họp tại một toa xe lửa trống ở nhà ga Phnôm Pênh với sự tham dự của 21 đại biểu. Đại hội đảng đề cử Tou Samouth giữ chức Tổng bí thư và bầu ra một ban thường vụ gồm năm người. Ngoài Tou Samouth, có Nuon Chea, một đảng viên cũ của đảng cộng sản Thái đứng hàng thứ hai, Pol Pot đứng hàng thứ ba, Keo Meas thứ tư và Ieng Sary thứ năm. Ba năm sau, sau khi đi Hà nội về, Tou Samouth mất tích một cách bí ẩn, có lẽ bị Pol Pot thanh toán.
Tháng 1 năm 1963 Pol Pot đã triệu tập hội nghị trung ương đảng, tiếm quyền lên làm Tổng Bí thư. Năm 1966, Pol Pot đổi tên thành Đảng Cộng sản Khmer (KCP), còn được biết đến dưới cái tên Khmer Đỏ (Khmer Rouge).
Từ năm 1981, đảng trở thành chính đảng duy nhất lãnh đạo nhà nước Cộng hòa Nhân dân Campuchia.